# Nussbruch
Bei Nussbruch handelt es sich um eine in Konditoreien erhältliche Süßware aus ganzen Nüssen und Schokolade. Dabei werden geschälte, aber ganze Haselnüsse in Schokoladenmasse gegeben. Diese Mischung wird dann zu großen etwa daumendicken Platten verarbeitet.
Im Gegensatz zu in Supermärkten erhältlicher Schokolade mit ganzen Nüssen ist Nussbruch nicht in leicht abbrechbare Portionen unterteilt. Nussbruch ist mit verschiedenen Schokoladensorten erhältlich (Vollmilch, Zartbitter, Nugat).